# Kovîlne, Djankoi
Kovîlne (în ucraineană Ковильне) este un sat în comuna Luhanske din raionul Djankoi, Republica Autonomă Crimeea, Ucraina.

## Demografie
Componența lingvistică a localității Kovîlne
     Rusă (53,45%)
     Tătară crimeeană (27,23%)
     Ucraineană (18,66%)
     Alte limbi (0,51%)
Conform recensământului din 2001, majoritatea populației localității Kovîlne era vorbitoare de rusă (53,45%), existând în minoritate și vorbitori de tătară crimeeană (27,23%) și ucraineană (18,66%).